# Олександр Барамідзе
Барамідзе Олександр Георгійович (рос. ალექსანდრე ბარამიძე; *27 березня 1902 — † 1994)  — грузинський письменник, літературознавець, академік АН Грузинської РСР (з 1961), заслужений діяч науки Грузинської РСР (з 1946).

## Життєпис
Дослідник стародавньої грузинської писемності, руствелолог. Директор Інституту історії джерел (1966—1985).
В книжці «З історії культурних взаємин Грузії та України» (грузинською мовою, Тбілісі, 1954), співавтором якої є Барамідзе, значне місце відведено Тарасові Шевченкові.
Володар премій І. Джавахішвілі, К. Кекелідзе та І. Чавчавадзе. Похований у пантеоні Дідубе (на території Дідубійської церкви).